# Liste der Baudenkmäler in Strahlungen
Auf dieser Seite sind die Baudenkmäler in der unterfränkischen Gemeinde Strahlungen zusammengestellt. Diese Tabelle ist eine Teilliste der Liste der Baudenkmäler in Bayern. Grundlage ist die Bayerische Denkmalliste, die auf Basis des Bayerischen Denkmalschutzgesetzes vom 1. Oktober 1973 erstmals erstellt wurde und seither durch das Bayerische Landesamt für Denkmalpflege geführt wird. Die folgenden Angaben ersetzen nicht die rechtsverbindliche Auskunft der Denkmalschutzbehörde.

## Baudenkmäler nach Ortsteilen

### Strahlungen
| Lage                                                                    | Objekt                                                                                              | Beschreibung | Akten-Nr.     | Bild                                                                                 |
| ----------------------------------------------------------------------- | --------------------------------------------------------------------------------------------------- | --- | ------------- | ------------------------------------------------------------------------------------ |
| Altmerberg, Straße nach Münnerstadt, Abzweig Eselsweg (Standort)        | Hochkreuz                                                                                           | Stein, Sockel bezeichnet „1820“ | D-6-73-171-14 | Hochkreuz                                                                            |
| Am Hückel, im Dorf, in Grünanlage (Standort)                            | Drei Steinkreuze, ehemalige Pest- oder Sühnekreuze                                                  | Sandstein, 16./17. Jahrhundert | D-6-73-171-10 | BW                                                                                   |
| Esenberg, in Grünanlage südlich oberhalb des Ortes (Standort)           | Kapelle                                                                                             | Sandsteinquaderbau mit offener Vorhalle und Rundabsis, Satteldach mit Fachwerkgiebel und Dachreiter, Heimatstil, 1920er Jahre                                                                                 | D-6-73-171-13 | BW                                                                                   |
| Esenberg, an der Straße nach Fridritt (Standort)                        | Heiligenhäuschen                                                                                    | Kapellenartiger Sandsteinbau, im Innern Pietà, spätbarock, bezeichnet „1763“ | D-6-73-171-13 | BW                                                                                   |
| Altmerberg, Straße nach Münnerstadt, Abzweig Eselsweg (Standort)        | Hochkreuz                                                                                           | Stein, Sockel bezeichnet „1820“ | D-6-73-171-14 | BW                                                                                   |
| Am Hückel, im Dorf, in Grünanlage (Standort)                            | Drei Steinkreuze, ehemalige Pest- oder Sühnekreuze                                                  | Sandstein, 16./17. Jahrhundert | D-6-73-171-10 | BW                                                                                   |
| Esenberg, in Grünanlage südlich oberhalb des Ortes (Standort)           | Kapelle                                                                                             | Sandsteinquaderbau mit offener Vorhalle und Rundabsis, Satteldach mit Fachwerkgiebel und Dachreiter, Heimatstil, 1920er Jahre                                                                                 | D-6-73-171-13 | BW                                                                                   |
| Esenberg, an der Straße nach Fridritt (Standort)                        | Heiligenhäuschen                                                                                    | Kapellenartiger Sandsteinbau, im Innern Pietà, spätbarock, bezeichnet „1763“ | D-6-73-171-13 | BW                                                                                   |
| Flachsland (Standort)                                                   | Sandsteinkruzifix                                                                                   | Sockel mit seitlichen Voluten und von Girlanden gerahmter Inschrift, um 1840 | D-6-73-171-28 | BW                                                                                   |
| Fridritter Straße 11 ()                                                 | Flurkreuz                                                                                           | Sandsteinkruzifix, 1876 | D-6-73-171-11 |                                                                                      |
| Karlsbergstraße, an Kreuzung bei Mehrzweckhalle (Standort)              | Bildstock                                                                                           | Reliefs: Strahlenkranzmaria und Kruzifix, seitlich wie Schreinwächter St. Nikolaus und St. Vitus, Sandstein, barock, bezeichnet „1722“                                                                        | D-6-73-171-5  | BW                                                                                   |
| Kirchberg 2, Nähe Neustädter Straße (Standort)                          | Katholische Pfarrkirche St. Nikolaus                                                                | Verputzter Massivbau, gedrungener Chorturm 13. Jahrhundert mit Turmobergeschoss und barocker Zwiebelhaube von 1721, barockes Langhaus mit Satteldach 1742, Westerweiterung mit Walmdach 1911; mit Ausstattung | D-6-73-171-3  | weitere Bilder                                                                       |
| Kirchberg 2, Nähe Neustädter Straße (Standort)                          | Kirchhofmauer                                                                                       | Bezeichnet „1861“ und „1897“, mit Tor | D-6-73-171-3  | BW                                                                                   |
| Kirchberg 2, Nähe Neustädter Straße (Standort)                          | Kreuzweg                                                                                            | Zehn auf die Mauer aufgesetzte Kreuzwegstationen, neugotische von 1897 erhalten, Station zwölf in der modernen Friedhofskapelle                                                                               | D-6-73-171-3  | BW                                                                                   |
| Kirchberg 2, Nähe Neustädter Straße, im Friedhof (Standort)             | Golgathakreuz                                                                                       | Sandstein, 18./19. Jahrhundert | D-6-73-171-3  | BW                                                                                   |
| Kirchberg 2, Nähe Neustädter Straße, am Eingang zum Friedhof (Standort) | Ölberggruppe                                                                                        | | D-6-73-171-3  | BW                                                                                   |
| Kirchberg 4 ()                                                          | Steinkreuz, sogenanntes Schwedenkreuz                                                               | Sandstein, bez. 1633 | D-6-73-171-27 |                                                                                      |
| Mittelweg, Straße nach Rheinfeldshof, am Rundweg 4 (Standort)           | Bildstock                                                                                           | Reliefs: Kreuzigungsgruppe unter Gottvater, rückseitig, Muttergottes unter Heiliggeisttaube, seitlich heilige Bischöfe, bezeichnet „1778, Anna Maria Wehnerin“                                                | D-6-73-171-12 | BW                                                                                   |
| Münnerstädter Straße 9, 11 (Standort)                                   | Ehemaliger Gült- oder Zehnthof des Klosters Maria Bildhausen                                        | Erdgeschoss massiv, Obergeschoss in Fachwerk, 17. Jahrhundert | D-6-73-171-4  | BW                                                                                   |
| Münnerstädter Straße 9, 11 (Standort)                                   | Ehemaliger Gült- oder Zehnthof des Klosters Maria Bildhausen, ehemalige Zehntscheune                | Traufständiger Bruchsteinbau mit Treppengiebeln, 1605, mit nachträglichem giebelseitigem Erweiterungsbau in Quadermauerwerk, 18. Jahrhundert                                                                  | D-6-73-171-4  | Ehemaliger Gült- oder Zehnthof des Klosters Maria Bildhausen, ehemalige Zehntscheune |
| Münnerstädter Straße 9, 11 (Standort)                                   | Ehemaliger Gült- oder Zehnthof des Klosters Maria Bildhausen, Teile der Hofmauer mit Hoftorpfeilern | Bezeichnet „1773“ | D-6-73-171-4  | BW                                                                                   |
| Obertorstraße 13 (Standort)                                             | Steinkreuz                                                                                          | Sockel bezeichnet „1810“ | D-6-73-171-7  | BW                                                                                   |
| Platzstraße 1 (Standort)                                                | Dorfbrunnen                                                                                         | Polygonales Becken mit mittigem Brunnenstock, Sandstein, bezeichnet „1750“ | D-6-73-171-9  | BW                                                                                   |
| Rosenweg (Standort)                                                     | Steinkreuz                                                                                          | Kruzifix auf Inschriftsockel, Sandstein, zweite Hälfte 19. Jahrhundert | D-6-73-171-8  | Steinkreuz                                                                           |
| an der Straße von Strahlungen nach Fridritt ()                          | Sandsteinkruzifix                                                                                   | bez. 1845, mit jüngerem Corpus Christi | D-6-73-171-17 |                                                                                      |

### Rheinfeldshof
| Lage | Objekt                                   | Beschreibung | Akten-Nr.     | Bild           |
| --- | ---------------------------------------- | --- | ------------- | -------------- |
| Driangel, In Rheinfeldshof. vor dem Kirchhof am nördlichen Ortsausgang von Rheinfeldshof (Standort)                              | Bildstock                                | Unter Satteldachabschluss beiderseits jeweils ein Kreuzigungsrelief mit kniendem Stifter, seitlich Inschrift mit starken Witterungsschäden, bezeichnet „1627“ (kaum noch lesbar) | D-6-73-171-20 | weitere Bilder |
| Eichholz, ca. 900 m nordwestlich der Kirche von Rheinfeldshof, östlich der Autobahn, am Eichholz (Standort)                      | Bildstock                                | Mt vergoldetem Korpus des gekreuzigten, rückwärtig Inschrift, barocker Rahmenschmuck, Sandstein, bezeichnet „1733“                                                               | D-6-73-171-15 | BW             |
| Heid, westlich von Rheinfeldshof, an der Kreuzung Kreisstraße NES 15 mit Totenweg (Standort)                                     | Heiligenhäuschen                         | Von Kreuzigungsrelief nur noch die Assistenzfiguren erhalten, Sandstein, bezeichnet „1830“                                                                                       | D-6-73-171-21 | weitere Bilder |
| In Rheinfeldshof (Standort) | Katholische Filialkapelle St. Bonifatius | Saalbau mit Satteldach und Giebeldachreiter, rund geschlossenes Altarhaus, Sandsteinquaderbau, historistisch, 1889                                                               | D-6-73-171-18 | weitere Bilder |
| In Rheinfeldshof, westlicher Ortsausgang vor Rheinfeldshof (Standort)                                                            | Bildstock                                | Gemälde im Bildkasten erneuert (Herz-Maria-Bild bezeichnet „Renate Jung 1997“), rückseitig Inschrift, Sandstein, bezeichnet „1829“                                               | D-6-73-171-19 | BW             |
| Kirchholz, an einer Feldweggabelung ca. 300 m östlich der Kirche von Rheinfeldshof, am Schafsgarten, Bildhäuser Forst (Standort) | Bildstock                                | Reliefs: Kreuzigungsgruppe und Heiliger Josef, am Fuß Flachreliefs mit Tugendsymbolen, barocker Dekor, Sandstein, bezeichnet „1731“                                              | D-6-73-171-16 | BW             |

## Ehemalige Baudenkmäler
In diesem Abschnitt sind Objekte aufgeführt, die früher einmal in der Denkmalliste eingetragen waren, jetzt aber nicht mehr. Objekte, die in anderem Zusammenhang also z. B. als Teil eines Baudenkmals weiter eingetragen sind, sollen hier nicht aufgeführt werden. Aktennummern in diesem Abschnitt sind ehemalige, jetzt nicht mehr gültige Aktennummern.

| Lage                                  | Objekt       | Beschreibung | Akten-Nr.     | Bild |
| ------------------------------------- | ------------ | --- | ------------- | ---- |
| Strahlungen Hauptstraße 3 (Standort)  | Rundbogentor | Sandstein, 19. Jahrhundert | D-6-73-171-1  | BW   |
| Strahlungen Hauptstraße 12 (Standort) | Bildstock    | Baldachinartiger Aufbau mit Kruzifix in Nische mit Vorhangmotiv, barock, 1734; auf die Hofmauer aufgesetzt                                                                   | D-6-73-171-2  | BW   |
| Strahlungen Altmerberg (Standort)     | Bildstock    | Sandstein, hochovales Marienkrönungsrelief zwischen Engeln, rückwärtig Kreuzigungsgruppe zwischen Diakonen, barock, erste Hälfte 18. Jahrhundert, bezeichnet „erneuert 1973“ | D-6-73-171-25 | BW   |